# Captain America: Super Soldier
Captain America: Super Soldier (Capitão américa: Super Soldado em português) é um jogo de videogame na terceira pessoa para Nintendo DS, PlayStation 3, Wii, Xbox 360, e Nintendo 3DS. O jogo é um pouco baseado no filme: Capitão América: O Primeiro Vingador. A história do jogo se passa da mesma forma do que no filme, mostrando as aventuras do Capitão América contra o Caveira Vermelha e a organização Hidra por todo o planeta, conforme acontece no filme.
O Castelo da organização Hidra aparece no jogo, na qual o Capitão América tem que lutar contra muitos capangas, com o infame Cruz de Ferro, com as forças da Hidra e com o Caveira Vermelha. O personagem Arnim Zola também aparece no jogo, onde os jogadores precisam parar o seu experimento do mal.
Tem como participação especial do jogo os atores, que participaram do filme, sendo eles: Chris Evans, Neal McDonough, Hayley Atwell, Sebastian Stan e JJ Feild.
As versões para PC, foram cancelados. E nas versões para iPhone, iPod Touch e iPad, o nome do jogo é Captain America: Sentinel of Liberty.